# باشگاه فوتبال کولون موتور باس
باشگاه فوتبال کولون موتور باس (انگلیسی: KMB Football Team) یک باشگاه فوتبال از هنگ کنگ است که در کشور هنگ کنگ قرار دارد. این تیم در سال ۲۰۱۷ منحل شد.